# Maison Todeschini
Pour les articles homonymes, voir Todeschini.
La maison Todeschini est une maison située Rue du Montet à Virieu-le-Grand, en France. 

## Présentation
La maison est située dans le département français de l'Ain, sur la commune de Virieu-le-Grand. L'édifice est inscrit au titre des monuments historiques en 1927. La Base Mérimée ne la dénomme pas, Todeschini étant sa dénomination locale. Son maître d'œuvre fut Jean de Longecombe. Sa construction débuta en 1486 pour se terminer en 1551. Dans la cave de cette maison, un souterrain aurait été accessible ; celui-ci aurait mené jusqu'au château d'Honoré d'Urfé. Cette hypothèse n'a jamais été confirmée. La maison Mugnier (maison Callet) également inscrite aux monuments historiques le 28 janvier 1927, lui fait quasiment face. 